# Atlanta Hawks 2009-2010
La stagione 2009-10 degli Atlanta Hawks fu la 61ª nella NBA per la franchigia.
Gli Atlanta Hawks arrivarono secondi nella Southeast Division della Eastern Conference con un record di 53-29. Nei play-off vinsero al primo turno con i Milwaukee Bucks (4-3), perdendo poi la semifinale di conference con gli Orlando Magic (4-0).

## Roster
| N° | Naz.                       | Ruolo | Sportivo        | Anno | Alt. | Peso |
| -- | -------------------------- | ----- | --------------- | ---- | ---- | ---- |
| 0  | Stati Uniti (bandiera)     | G     | Jeff Teague     | 1988 | 188  | 82   |
| 1  | Stati Uniti (bandiera)     | G     | Maurice Evans   | 1978 | 196  | 100  |
| 2  | Stati Uniti (bandiera)     | G     | Joe Johnson     | 1981 | 203  | 102  |
| 5  | Stati Uniti (bandiera)     | A     | Josh Smith      | 1985 | 206  | 102  |
| 6  | Stati Uniti (bandiera)     | G     | Mario West      | 1984 | 196  | 95   |
| 10 | Stati Uniti (bandiera)     | G     | Mike Bibby      | 1978 | 185  | 86   |
| 11 | Stati Uniti (bandiera)     | G     | Jamal Crawford  | 1980 | 198  | 84   |
| 15 | Rep. Dominicana (bandiera) | C     | Al Horford      | 1986 | 208  | 111  |
| 24 | Stati Uniti (bandiera)     | A     | Marvin Williams | 1986 | 206  | 104  |
| 27 | Georgia (bandiera)         | C     | Zaza Pachulia   | 1984 | 211  | 109  |
| 32 | Stati Uniti (bandiera)     | A     | Joe Smith       | 1975 | 208  | 102  |
| 33 | Stati Uniti (bandiera)     | C     | Randolph Morris | 1986 | 208  | 121  |
| 34 | Stati Uniti (bandiera)     | C     | Jason Collins   | 1978 | 213  | 116  |
| 50 | Stati Uniti (bandiera)     | A     | Othello Hunter  | 1986 | 203  | 102  |

## Staff tecnico
- Allenatore: Mike Woodson
- Vice-allenatori: Larry Drew, Bob Bender, Jim Todd, Tyrone Hill, Mark Price, Pete Radulovic
- Preparatore fisico: Chattin Hill
- Preparatore atletico: Wally Blase